# All-Star Game de la NBA 2012
El All-Star Game de la NBA de 2012 se disputó en la ciudad de Orlando (Florida) el 26 de febrero de 2012, en el pabellón Amway Center, sede de los Orlando Magic. Fue la 61.ª edición del All-Star Game. 

## All-Star Game

### Jugadores
Las plantillas para el All-Star Game se eligieron de dos maneras: por un lado los quintetos iniciales y por el otro los reservas. Los primeros fueron elegidos mediante una votación popular, donde se seleccionaron, por cada una de las conferencias, a dos bases, dos aleros y un pívot. Los reservas fueron elegidos por los entrenadores de cada una de las conferencias, sin que estos pudieran votar por jugadores de sus propios equipos. Los entrenadores debían elegir dos bases, dos aleros, un pívot y otros dos jugadores más sin importar su posición. Si un jugador no podía participar por lesión, como fue el caso de Joe Johnson, era el comisionado el que elegía a su sustituto.
| Pos.                                             | Jugador           | Equipo                 | N.º de All-Stars | Votos totales    |
| Quinteto inicial                                 | Quinteto inicial  | Quinteto inicial       | Quinteto inicial | Quinteto inicial |
| ------------------------------------------------ | ----------------- | ---------------------- | ---------------- | ---------------- |
| B                                                | Chris Paul        | Los Angeles Clippers   | 5.º              | 1,138,743        |
| B                                                | Kobe Bryant       | Los Angeles Lakers     | 14.º             | 1,555,479        |
| A                                                | Kevin Durant      | Oklahoma City Thunder  | 3.º              | 1,345,566        |
| A                                                | Blake Griffin     | Los Angeles Clippers   | 2.º              | 876,451          |
| P                                                | Andrew Bynum      | Los Angeles Lakers     | 1.º              | 1,051,945        |
| Reservas                                         |                   |                        |                  |                  |
| B                                                | Russell Westbrook | Oklahoma City Thunder  | 2.º              | —                |
| A                                                | Kevin Love        | Minnesota Timberwolves | 2.º              | —                |
| A                                                | LaMarcus Aldridge | Portland Trail Blazers | 1.º              | —                |
| A                                                | Dirk Nowitzki     | Dallas Mavericks       | 11.º             | —                |
| B                                                | Steve Nash        | Phoenix Suns           | 8.º              | —                |
| B                                                | Tony Parker       | San Antonio Spurs      | 4.º              | —                |
| P                                                | Marc Gasol        | Memphis Grizzlies      | 1.º              | —                |
| Entrenador: Scott Brooks (Oklahoma City Thunder) |                   |                        |                  |                  |

| Pos.                                      | Jugador          | Equipo             | N.º de All-Stars | Votos totales    |
| Quinteto inicial                          | Quinteto inicial | Quinteto inicial   | Quinteto inicial | Quinteto inicial |
| ----------------------------------------- | ---------------- | ------------------ | ---------------- | ---------------- |
| B                                         | Derrick Rose     | Chicago Bulls      | 3.º              | 1,514,723        |
| B                                         | Dwyane Wade      | Miami Heat         | 8.º              | 1,334,223        |
| A                                         | LeBron James     | Miami Heat         | 8.º              | 1,360,680        |
| A                                         | Carmelo Anthony  | New York Knicks    | 5.º              | 1,041,290        |
| P                                         | Dwight Howard    | Orlando Magic      | 6.º              | 1,600,390        |
| Reservas                                  |                  |                    |                  |                  |
| A                                         | / Luol Deng      | Chicago Bulls      | 1.º              | —                |
| B                                         | Joe Johnson      | Atlanta Hawks      | 6.º              | —                |
| B                                         | Deron Williams   | New Jersey Nets    | 3.º              | —                |
| A                                         | Paul Pierce      | Boston Celtics     | 10.º             | —                |
| A                                         | Chris Bosh       | Miami Heat         | 7.º              | —                |
| P                                         | / Roy Hibbert    | Indiana Pacers     | 1.º              | —                |
| B                                         | Andre Iguodala   | Philadelphia 76ers | 1.º              | —                |
| P                                         | Brook Lopez      | Brooklyn Nets      | 1.º              | —                |
| Entrenador: Tom Thibodeau (Chicago Bulls) |                  |                    |                  |                  |

| 26 de febrero de 2012 | Conferencia Oeste                                          | 152–149                               | Conferencia Este                                                     | |  |
| 7:30 p. m. ET         | Parciales: 39–28, 49–41, 36–43, 28–37                      | Parciales: 39–28, 49–41, 36–43, 28–37 | Parciales: 39–28, 49–41, 36–43, 28–37                                | |  |
|                       | Estadísticas Kevin Durant 36 Blake Griffin 8 Chris Paul 12 | Reporte Pts Reb Asts                  | Estadísticas LeBron James 36 Howard, Wade 10 cada uno Dwyane Wade 10 | Pabellón: Amway Center, Orlando, Florida Asistencia: 17,125 espectadores Árbitros: - #55 Bill Kennedy - #31 Scott Wall - #20 Leroy Richardson Televisión: TNT |  |

## All-Star Weekend

### BBVA Rising Stars Challenge
El BBVA Rising Stars Challenge se disputa entre los mejores jugadores de primer año ('Rookies') y los mejores de segundo año ('Sophomores'). El partido consta de dos tiempos de 20 minutos, similar al baloncesto universitario. Para esta edición del Rising Stars Challenge, los participantes han sido elegidos por los entrenadores asistentes de la liga. Posteriormente, los jugadores han sido drafteados por los exjugadores de la NBA Shaquille O’Neal y Charles Barkley, quienes hacen las funciones de “General Managers” de sus respectivos equipos. El sophomore Jeremy Lin de los New York Knicks y el rookie Norris Cole de los Miami Heat fueron los últimos jugadores incluidos en la lista de participantes.
| Pos.                                  | Jugador          | Equipo                 | R/S       |
| ------------------------------------- | ---------------- | ---------------------- | --------- |
| F                                     | Blake Griffin    | Los Angeles Clippers   | Sophomore |
| G                                     | Ricky Rubio      | Minnesota Timberwolves | Rookie    |
| G                                     | Jeremy Lin       | New York Knicks        | Sophomore |
| C                                     | Greg Monroe      | Detroit Pistons        | Sophomore |
| G                                     | Kemba Walker     | Charlotte Bobcats      | Rookie    |
| G                                     | Landry Fields    | New York Knicks        | Sophomore |
| F                                     | Markieff Morris  | Phoenix Suns           | Rookie    |
| G                                     | Norris Cole      | Miami Heat             | Rookie    |
| G                                     | Brandon Knight   | Detroit Pistons        | Rookie    |
| F                                     | Tristan Thompson | Cleveland Cavaliers    | Rookie    |
| Entrenador: Ron Adams (Chicago Bulls) |                  |                        |           |
| Entrenador asistente: Steve Kerr      |                  |                        |           |
| General manager: Shaquille O’Neal     |                  |                        |           |

| Pos.                                               | Jugador          | Equipo                 | R/S       |
| -------------------------------------------------- | ---------------- | ---------------------- | --------- |
| G                                                  | John Wall        | Washington Wizards     | Sophomore |
| G                                                  | Kyrie Irving     | Cleveland Cavaliers    | Rookie    |
| C                                                  | DeMarcus Cousins | Sacramento Kings       | Sophomore |
| G/F                                                | Paul George      | Indiana Pacers         | Sophomore |
| F                                                  | Derrick Williams | Minnesota Timberwolves | Rookie    |
| F                                                  | Gordon Hayward   | Utah Jazz              | Sophomore |
| F/C                                                | Tiago Splitter   | San Antonio Spurs      | Sophomore |
| F                                                  | MarShon Brooks   | New Jersey Nets        | Rookie    |
| F                                                  | Kawhi Leonard    | San Antonio Spurs      | Rookie    |
| F                                                  | Evan Turner      | Philadelphia 76ers     | Sophomore |
| Entrenador: Maurice Cheeks (Oklahoma City Thunder) |                  |                        |           |
| Entrenador asistente: Mike Fratello                |                  |                        |           |
| General manager: Charles Barkley                   |                  |                        |           |

| 24 de febrero | Team Shaq                                                       | 133–146                            | Team Chuck                                                              | |  |
| 9:00 p. m. ET | Marcador por tiempos: 65–77, 68–69                              | Marcador por tiempos: 65–77, 68–69 | Marcador por tiempos: 65–77, 68–69                                      | |  |
|               | Estadísticas Tristan Thompson 20 Greg Monroe 10 Kemba Walker 10 | Boxscore Pts Reb Asts              | Estadísticas Kyrie Irving 34 Cousins, Turner 11 cada uno Kyrie Irving 9 | Pabellón: Amway Center, Orlando, Florida Asistencia: 17,125 espectadores Árbitros: - #75 Eric Dalen - #68 Marat Kogut - #35 Kane Fitzgerald Televisión: TNT |  |

### Sprite Slam Dunk Contest
| Pos. | Jugador          | Equipo                 | Altura | Peso | Pct Votos   |
| ---- | ---------------- | ---------------------- | ------ | ---- | ----------- |
| A    | Chase Budinger   | Houston Rockets        | 6–7    | 218  | 28%         |
| A    | Jeremy Evans     | Utah Jazz              | 6–9    | 194  | 29%         |
| B/A  | Paul George      | Indiana Pacers         | 6–8    | 215  | No revelado |
| A    | Derrick Williams | Minnesota Timberwolves | 6–8    | 241  | No revelado |
| B    | Iman Shumpert    | New York Knicks        | 6–5    | 220  | –           |

### Foot Locker Three-Point Contest

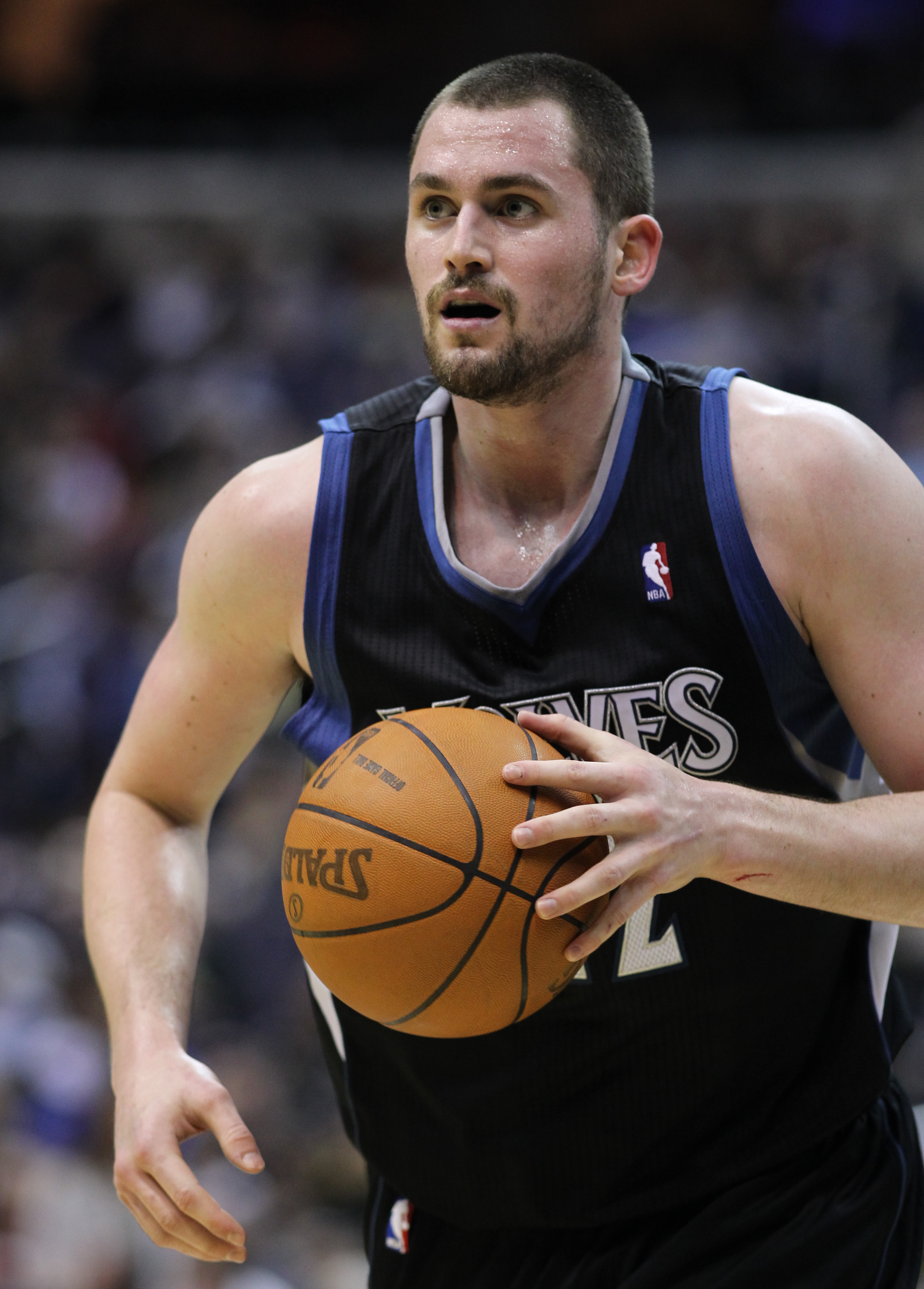
Kevin Love: ganador el concurso de triples.

| Pos. | Jugador        | Equipo                 | Altura | Peso | Puntos 1.ª Ronda | Puntos Desempate 1.ª Ronda | Puntos Ronda Final | Puntos Desempate Ronda Final |
| ---- | -------------- | ---------------------- | ------ | ---- | ---------------- | -------------------------- | ------------------ | ---------------------------- |
| G    | Mario Chalmers | Miami Heat             | 6-2    | 190  | 18               | 4                          | –                  | –                            |
| F    | Kevin Love     | Minnesota Timberwolves | 6-10   | 260  | 18               | 5                          | 16                 | 17                           |
| G    | Anthony Morrow | New Jersey Nets        | 6-5    | 210  | 14               | –                          | –                  | –                            |
| A    | Kevin Durant   | Oklahoma City Thunder  | 6-9    | 216  | 20               | –                          | 16                 | 14                           |
| F    | Ryan Anderson  | Orlando Magic          | 6-10   | 240  | 17               | –                          | –                  | –                            |
| F    | James Jones    | Miami Heat             | 6-8    | 215  | 22               | –                          | 12                 | –                            |
| G    | Joe Johnson    | Atlanta Hawks          | 6-7    | 240  | –                | –                          | –                  | –                            |

### Taco Bell Skills Challenge

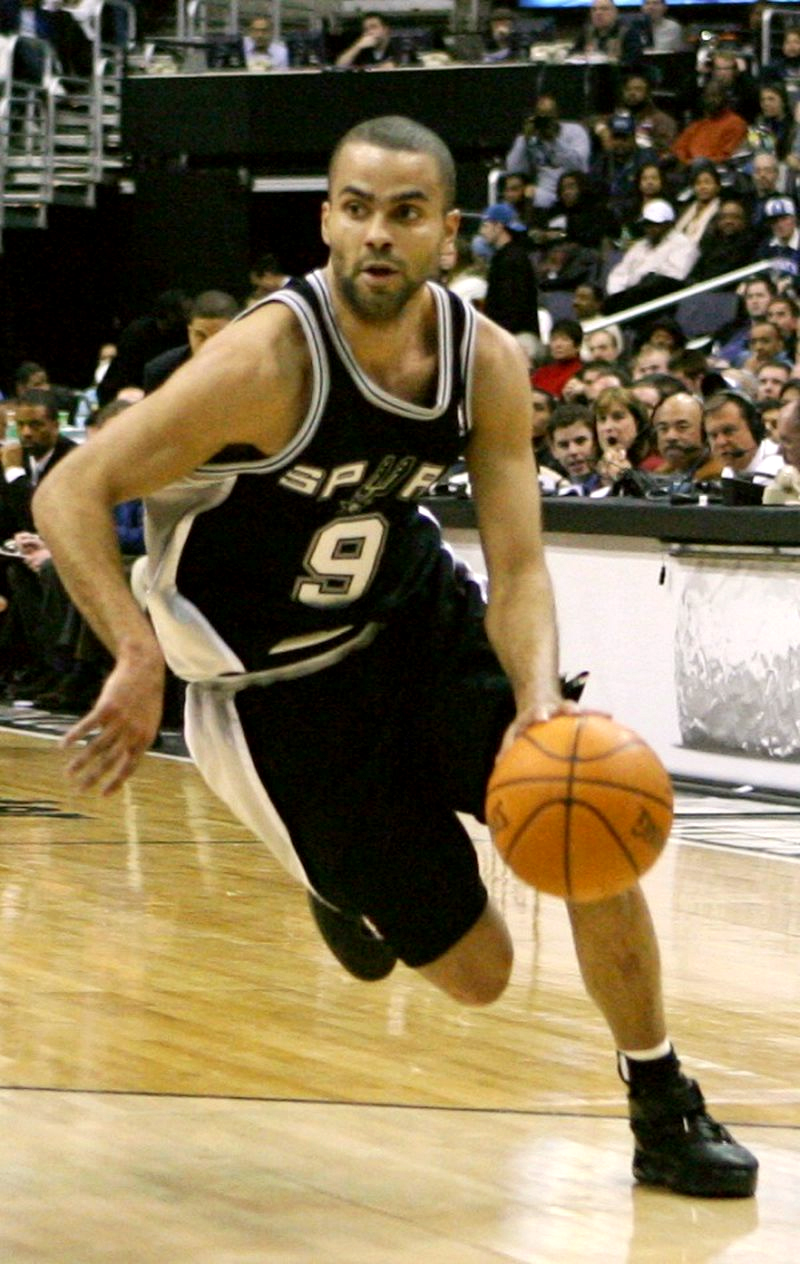
Tony Parker: ganador del concurso de habilidades.

| Pos. | Jugador           | Equipo                | Altura | Peso | Tiempo 1.ª Ronda | Tiempo Desempate 1.ª Ronda | Tiempo Ronda Final |
| ---- | ----------------- | --------------------- | ------ | ---- | ---------------- | -------------------------- | ------------------ |
| B    | Rajon Rondo       | Boston Celtics        | 6-1    | 171  | 32.8             | 27.5                       | 34.6               |
| B    | Kyrie Irving      | Cleveland Cavaliers   | 6-3    | 191  | 42.2             | –                          | –                  |
| B    | Deron Williams    | New Jersey Nets       | 6-3    | 209  | 28.3             | –                          | 41.4               |
| B    | Russell Westbrook | Oklahoma City Thunder | 6-3    | 187  | 33.8             | –                          | –                  |
| B    | Tony Parker       | San Antonio Spurs     | 6-2    | 180  | 29.2             | –                          | 32.8               |
| B    | John Wall         | Washington Wizards    | 6-4    | 195  | 32.8             | 45.4                       | –                  |
| B    | Stephen Curry     | Golden State Warriors | 6-3    | 185  | –                | –                          | –                  |

### Haier Shooting Stars Competition
| Ciudad/Estado | Jugadores              | Equipo                     | 1.ª ronda | Ronda final |
| ------------- | ---------------------- | -------------------------- | --------- | ----------- |
| New York      | Landry Fields          | New York Knicks            | 38.7      | 37.3        |
| New York      | Cappie Pondexter       | New York Liberty           | 38.7      | 37.3        |
| New York      | Allan Houston          | New York Knicks (retirado) | 38.7      | 37.3        |
| Texas         | Chandler Parsons       | Houston Rockets            | 42.7      | 47.6        |
| Texas         | Sophia Young           | San Antonio Silver Stars   | 42.7      | 47.6        |
| Texas         | Kenny Smith            | Houston Rockets (retirado) | 42.7      | 47.6        |
| Atlanta       | Jerry Stackhouse       | Atlanta Hawks              | 55.3      | —           |
| Atlanta       | Lindsey Harding        | Atlanta Dream              | 55.3      | —           |
| Atlanta       | Steve Smith            | Atlanta Hawks (retirado)   | 55.3      | —           |
| Atlanta       | Joe Johnson            | Atlanta Hawks              | 55.3      | —           |
| Orlando       | Jameer Nelson          | Orlando Magic              | 1:04      | —           |
| Orlando       | Marie Ferdinand-Harris | Phoenix Mercury            | 1:04      | —           |
| Orlando       | Dennis Scott           | Orlando Magic (retirado)   | 1:04      | —           |